# Koncert ’97 (album Jacka Kaczmarskiego)
Koncert ’97 (wydany w 2008 roku jako Trasa koncertowa ’97) – album koncertowy Jacka Kaczmarskiego wydany na dwóch płytach CD w niewielkim nakładzie 25 listopada 1998 roku przez wydawnictwo Scutum, został wydany ponownie po rekonstrukcji nagrań dokonanej przez Jacka Majewskiego w 2008 roku oraz uporządkowaniu utworów w logiczny ciąg. Album ukazał się ponownie 24 kwietnia 2008 roku pod tytułem Trasa koncertowa '97, tym razem wydany przez wydawnictwo J.C. Koncert, jako dwa krążki wydane oddzielnie, natomiast w listopadzie 2009 roku ukazała się edycja limitowana w formie dwupłytowego boxu.
Na płytach znajdują się utwory z lat 1976-1993, w tym m.in. Krzyk, Nasza klasa, Świadkowie, Sen Katarzyny II czy Ambasadorowie, a także po raz pierwszy zostały tu opublikowane koncertowe wersje utworów z programów Sarmatia z 1994 roku i Pochwała łotrostwa z 1997 roku. Stanowią one zapis solowej trasy koncertowej, w którą artysta ruszył po pierwszym przyjeździe do Polski z Australii.

## Wykonawcy
- Jacek Kaczmarski – śpiew, gitara

Słowa: Jacek Kaczmarski

Muzyka:
- Jacek Kaczmarski,
- Przemysław Gintrowski - 7 (CD1 - 1998), 13 (CD1 - 2008),
- Jacek Majewski - 1 (CD2 - 1998), 5 (CD2 - 2008)
- Bob Dylan - 15 (CD1 - 1998), 13 (CD2 - 2008)

## Lista utworów[1][3]

### Koncert '97 (1998)

#### CD1
1. „Nie lubię (wg Wysockiego)” (02:06)
2. „Krzyk” (02:07)
3. „Świadkowie” (04:52)
4. „Rejtan, czyli raport ambasadora” (03:06)
5. „Wygnanie z raju” (03:26)
6. „Ballada o spalonej synagodze” (02:46)
7. „Wróżba” (02:32)
8. „Sen Katarzyny II” (02:13)
9. „Pompeja” (03:19)
10. „Ambasadorowie” (02:42)
11. „Przeczucie (Cztery pory niepokoju)” (03:26)
12. „Epitafium dla Brunona Jasieńskiego” (04:37)
13. „Drzewo genealogiczne” (04:34)
14. „Jan Kochanowski” (04:48)
15. „Bob Dylan” (03:48)
16. „Epitafium dla Włodzimierza Wysockiego” (09:01)

#### CD2
1. „Testament '95” (06:02)
2. „Mistrz Hieronimus van Aeken, zwany Boschem” (03:08)
3. „Ostatnie dni Norwida” (02:51)
4. „Strącanie aniołów” (02:09)
5. „Elekcja” (03:31)
6. „Z XVI-wiecznym portretem trumiennym – rozmowa” (05:17)
7. „Warchoł” (02:56)
8. „Według Gombrowicza narodu obrażanie” (03:37)
9. „Metamorfozy sentymentalne” (03:05)
10. „Odpowiedź na ankietę „Twój system wartości” (01:54)
11. „Blues Odyssa” (04:28)
12. „Niech...” (05:01)
13. „Teodycea” (01:55)
14. „1788” (04:03)
15. „Nasza klasa” (04:14)
16. „Nasza klasa '92” (03:18)

### Trasa koncertowa '97 (2008)

#### CD1
1. „Nie lubię (wg Wysockiego)” (02:06)
2. „Nasza klasa” (04:14)
3. „Strącanie aniołów” (02:09)
4. „Wygnanie z raju” (03:26)
5. „Mistrz Hieronimus van Aeken, zwany Boschem” (03:08)
6. „Pompeja” (03:19)
7. „Rejtan, czyli raport ambasadora” (03:06)
8. „Sen Katarzyny II” (02:13)
9. „Epitafium dla Brunona Jasieńskiego” (04:37)
10. „Ballada o spalonej synagodze” (02:46)
11. „Świadkowie” (04:52)
12. „Krzyk” (02:07)
13. „Wróżba” (02:32)
14. „Ostatnie dni Norwida” (02:51)
15. „Ambasadorowie” (02:42)
16. „Przeczucie (Cztery pory niepokoju)” (03:26)
17. „Nasza klasa '92” (03:18)
18. „Drzewo genealogiczne” (04:34)

#### CD2
1. „Elekcja” (03:31)
2. „Warchoł” (02:56)
3. „Według Gombrowicza narodu obrażanie” (03:37)
4. „Z XVI-wiecznym portretem trumiennym – rozmowa” (05:17)
5. „Testament '95” (06:02)
6. „Odpowiedź na ankietę „Twój system wartości” (01:54)
7. „Metamorfozy sentymentalne” (03:05)
8. „Blues Odyssa” (04:28)
9. „Teodycea” (01:55)
10. „Niech...” (05:01)
11. „1788” (04:03)
12. „Jan Kochanowski” (04:48)
13. „Bob Dylan” (03:48)
14. „Epitafium dla Włodzimierza Wysockiego” (09:01)

## Wydania
- 1998 – Scutum (2 CD, nr kat. SCD001, SCD002)[3]
- 2008 – J.C. Koncert (2 CD, nr kat. 'JCCD2, JCCD3')[1]
- 2011 – Płyty w wersji z 2008 roku ukazały się w albumie czteropłytowym Jacek Kaczmarski na żywo i w studio (wraz z albumem Świadectwo i zapisem koncertu zespołu Trio Łódzko-Chojnowskie) wydanym przez J.C. Koncert[2].